# Sorocaba
Sorocaba (IPA: [so̞ɾo̞ˈkabɐ]), amtlich portugiesisch Município de Sorocaba, ist eine Großstadt im Südosten des brasilianischen Bundesstaates São Paulo. Sie hatte zum 1. Juli 2021 geschätzt 695.328 Einwohner und ist ein wichtiges Industriezentrum des Landes. Sie ist Zentrum der Metropolregion Sorocaba.

## Geographie
Sorocaba ist 87 km von der Hauptstadt São Paulo entfernt.

## Geschichte
Die Stadt wurde 1654 von einer Gruppe von Bandeirantes aus São Paulo gegründet.

## Wirtschaft
Der Automobilhersteller Toyota betreibt in Sorocaba ein Werk, in dem das Modell Toyota Etios endmontiert wird.

## Städtepartnerschaften
- Anyang (Südkorea), seit 1997
- Nanchang, Volksrepublik China, seit 2007[3]
- Wuxi, Volksrepublik China[4]
- Chichester, Vereinigtes Königreich

## Söhne und Töchter der Stadt
- Antônio de Oliveira (1874–?), Schriftsteller
- Danilo (* 1986), Fußballspieler
- Leandro da Silva (* 1988), Fußballspieler
- Rafael Cabral (* 1990), Fußballspieler
- Bruno Formigoni (* 1990), Fußballspieler
- Priscilla Carnaval (* 1993), Radrennfahrerin
- Giovanni Piccolomo (* 1994), Fußballspieler
- Patrick Luan (* 1998), Fußballspieler
- Cristiano Robert do Amaral (* 2001), Fußballspieler
- Rafael Devisate (* 2005), brasilianisch-deutscher Fußballspieler